# Рудишкяйское староство
Рудишкяйское староство (лит. Rudiškių seniūnija) — одно из 10 староств Ионишкского района, Шяуляйского уезда Литвы. Административный центр — деревня Рудишкяй.

## География
Расположено в Земгальской низменности на севере Литвы, в южной части Ионишкского района.
Граничит с Гайжайчяйским староством на северо-западе, Ионишкским — на востоке, Гатаучяйским — на юго-востоке, Жагарским и Скайстгирским староствами — на севере, Грузджяйским староством Шяуляйского района — на западе и Мяшкуйчяйским староством Шяуляйского района — на юге.

## Население
Рудишкяйское староство включает в себя 13 деревень и 9 хуторов.